# 閔妃

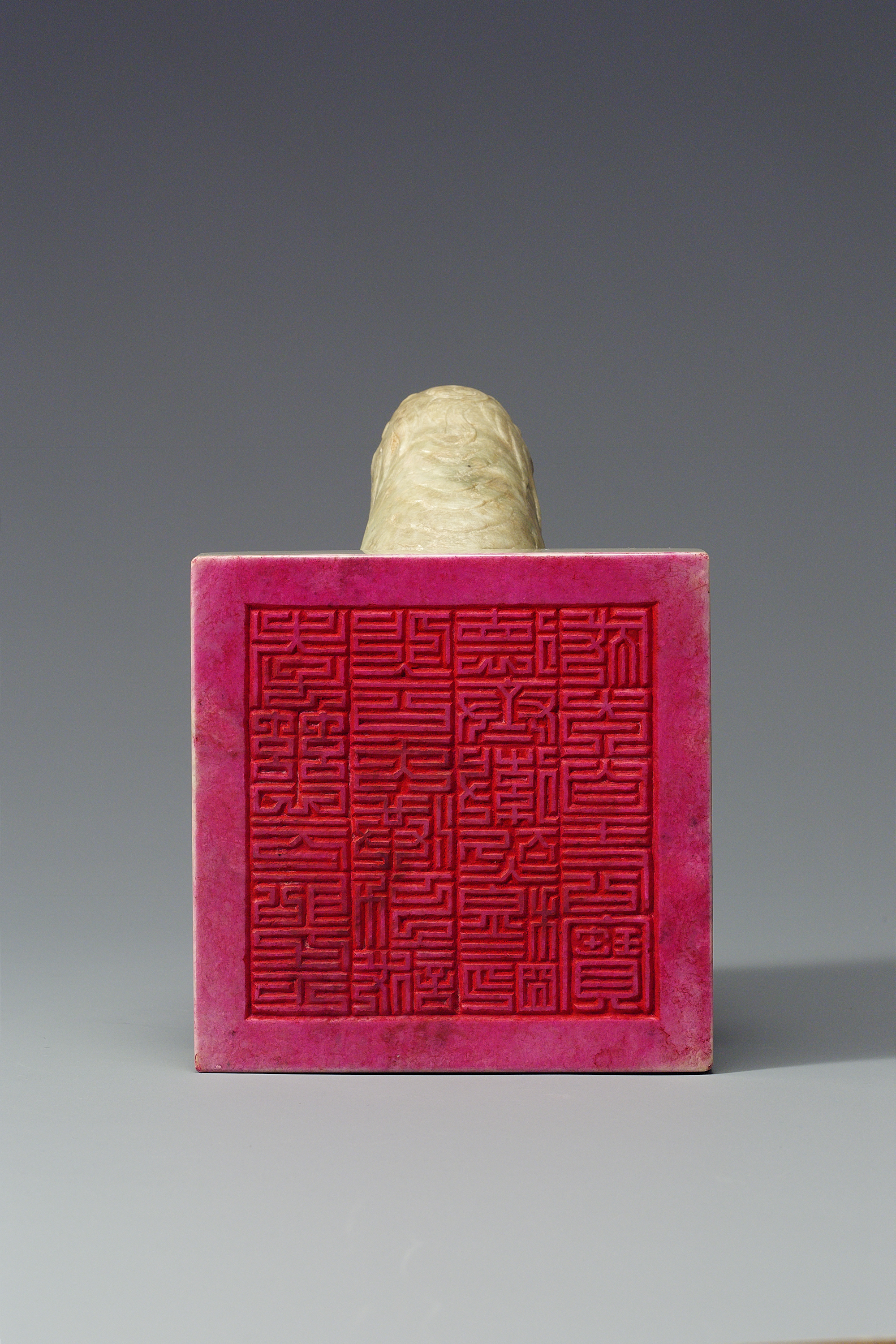
御宝（印章）。文字は向かって左から縦書き（字体は反転）で
孝慈元聖正
化合天洪功誠
徳斉徽烈穆明
成太皇后宝
である。

閔妃（びんひ、ミンビ、ミンピ、1851年11月17日 - 1895年10月8日）は、李氏朝鮮の第26代王・高宗の妃。明成皇后（めいせいこうごう、ミョンソンファンフ）、朝鮮王后（閔氏）とも称される。本貫は驪興閔氏。本名は閔 玆暎（びん じえい、ミン・ジャヨン、민자영）。尊号は孝慈元聖正化合天、諡号は孝慈元聖正化合天洪功誠徳斉徽烈穆明成太皇后。仁顕王后の兄・閔鎮厚の5代孫。
国王の正妃として強い権力を持ったが、真霊君の預言依存と閔氏一族を中心に反対派を糾合し、親族を政府の要職に登用する勢道政治を行ったことで、官吏の汚職が蔓延・国庫の浪費もしたため、義父興宣大院君との権力闘争により政局を混乱させた。　

## 概要
日本の指導で開化派政策を取っていた時代に政治的対立していた大院君派と閔妃に不満があった旧朝鮮軍（旧式軍隊）らによる暗殺未遂事件である壬午事変を生き延びたが、後に親清、更には親露に転じた。親露時代に朝鮮訓錬隊・朝鮮警務使・朝鮮人開化派・大院君派など閔妃の国政壟断に不満を持つ朝鮮人と共に、日本軍守備隊・領事館警察官・大陸浪人らが王宮内に侵入する乙未事変で、閔妃は景福宮・乾清宮内で日韓の反閔妃連合に暗殺された。死後2日後で、死亡公表前である10月10日に対立していた興宣大院君によって平民の身分に降格された。興宣大院君による措置に高宗と純宗は反発し、小村壽太郎の助言もあり、11月26日に復位措置が取られている。本来、「閔妃」は「閔氏の王妃」という意味だけであるが、近代朝鮮史や近代日本史、近代世界史では「閔妃」は高宗の妃である「閔 玆暎」を指している。
息子である純宗は禹範善が「国母ノ仇(母の仇)」であるとし、それを現場で目撃したと証言している。禹も自分が王妃を殺害したと自ら漏らし、また現場にいた高宗は「我臣僚中不逞の徒」（私の部下の中に犯人が居た）と述べている。そのため、禹範善暗殺時にはその犯人への減刑措置がなされた。
李氏朝鮮は大院君と明成皇后は憎悪で対立、政治エリートらは、最初は開化の是非（開化派と衛正斥邪派）、次は方法論（急進開化派と穏健開化派）、その後は、どの列強に頼るべきかについて、最後は権力それ自体を独占で、激しく対立した。ハンギョレによると、李氏朝鮮は「妥協と折衝を通じて社会的合意を形成する方法を知らなかった」と語り、「冒険的クーデター」「政治テロ」が横行した。朝鮮王朝の国庫は空っぽで、清の北洋大臣の李鴻章は「国庫に直近の1カ月の備蓄分もない」と語るなど、王朝予算が国家予算を吸い込む「二重構造」は彼女の死後も続き、日韓併合で国が滅びるときまで変わらなかった。

### 出自
閔玆暎（後の閔妃）は、閔致禄の娘として京畿道驪州郡近東面蟾楽里に生まれた。幼名は玆暎（チャヨン、朝鮮語: 자영）とも伝えられるが、明確にはわかっていない。閔一族はもともと中国系と言われ、中国を宗主と仰いで頻繁に訪問し宮廷から特権を与えられており、一族の規模も大きく、朝鮮最大の領地を持っていた。
高宗との結婚
同治5年（1866年）、15歳の時に揀擇で選ばれた5人の候補のなかから王妃に選ばれて王宮に入った。閔が王妃に選ばれたのは、既に父親が亡くなっており、警戒すべき外戚がいなかったこと、大院君夫人が同じ閔氏の出身で、閔氏の娘を気に入っていたこと、神貞王后が豊壌趙氏の出身であることから、その外戚を警戒したことなどにより、大院君が決定した人選といわれる。その当時の高宗は政治と妃には関心を持たず、関心が深いのは専ら多数の宮女や妓生達を相手にした漁色と酒といった放蕩三昧のみという愚昧な人物であったとの評もある。
王世子身分を巡る大院君との対立・清からの冊封成功
高宗が愛人である李尚宮（のちに淑媛李氏→永保堂貴人李氏。1849 - 1928年）との間に長子である完和君（完親王李墡。1868 - 1880年）をもうけると、祖父の大院君は喜び、完和君を王世子（高宗の次の王）にしようとした。しかし、閔妃は自身の子である李坧（純宗）を王世子とするため、宗主国である清に側近を派遣して賄賂を贈った。そのため、李坧を嫡子として承認（冊封）してもらうことに成功した。

### 大院君との対立の激化・暗殺合戦
世継ぎ問題などで大院君と権力争いをしていた閔妃は、高宗が成人して親政をとるようになると、同治12年（1873年）、大院君を追放し、大院君とその一派を失脚させた。そして自分の一族（閔氏）を高官に取り立て、政治の実権を握った。大院君はその後京畿道楊州に隠居させられたが、閔妃の存在を国家存続を脅かすものとして政局復帰、閔妃追放の運動を始め、それが朝鮮末期の政局混乱の一因にもなった。両者の権力闘争は敵対者を暗殺するなど熾烈なものとなった。1874年11月には義兄の閔升鎬が自宅で爆弾によって暗殺された。閔妃は義兄の暗殺は大院君の仕業と信じ、大院君の腹心である申哲均の食客であった張という姓の者を捕え、簡単には死なないようにする惨い拷問の末に獄死した。これは、大院君の恨みを買い、双方で暗殺が続いて国内が乱れた。大院君は、自身が国のために貯めておいた国庫を空にする無駄遣いを繰り返す閔妃を暗殺のために、閔妃によって親族や親友を殺された者から暗殺者を募り始める。閔妃も「まず閔妃一族の栄達をはかる為に、国家有為の人物よりも、大院君排除に必要な策士を網羅し、大院君が生命をかけて撤廃した書院や両班の特権を復活させるため彼らを煽動し、儒者にへつらい、大院君系の人を根こそぎ追放、流刑、死刑にし、処世の改革を破壊、復元（金熙明『興宣大院君と閔妃』）」したとされる。この頃の高宗の教旨には、「慈殿の意により」という文言が必ず付加されており、神貞王后が背後で指揮を取っていた可能性も否定できない。
開化政策時代・旧朝鮮軍と大院君派による暗殺未遂
攘夷政策をとった大院君が失脚すると、日本は外務省の森山茂を釜山に派遣して朝鮮の内情を探らせた。当時の重臣のなかには、朴趾源の孫にあたる朴珪寿などの強硬な開化派がおり、日本と日朝修好条規（江華島条約）を締結するなど積極的な開化政策を行った。日本から軍事顧問を呼び寄せ、軍隊の近代化に着手した。しかし、従来の朝鮮の軍隊（旧式軍隊）が放置され、さらに彼らへの賃金未払い問題なども発生したため、新式軍隊に対する不満がたまっていった。そこに開化政策に不満を持つ大院君等の勢力が合わさり、光緒8年（1882年）、朝鮮の旧式軍隊が閔妃暗殺を目論んだ（壬午事変）。その際多くの閔妃派要人や日本人が殺され、日本大使館は焼き討ちにされたが、いち早く事件を察知した閔妃は、侍女を自らの身替りとして王宮を脱出し、当時朝鮮国内に駐屯していた清の袁世凱の力を借りて窮地を脱した。このクーデターを指揮していたとして、閔妃と敵対していた大院君は清に連行され、天津に幽閉された。高宗の嘆願・朝貢も効果なく、幽閉は3年間続き、帰国がかなったのは駐箚朝鮮総理交渉通商事宜の袁世凱と共にであった。

### 真霊君と国庫散財
この当時、閔妃は巫堂ノリという呪術儀式に熱中し、国庫の6倍以上にあたる金額の国費を布施により浪費している。これは法外な額であるため、宮廷の役人は民衆から搾取しては競って閔妃に賄賂を贈っていた。また庶民が苦しい生活をしている中、毎晩遅くまで、俳優や歌手を宮中に招いて遊興しており、起床はいつも午後で、そのため宮中の空気は「混濁腐敗」していたとも言われる。特に閔妃は真霊君に入れ込んだため、「影の実力者」である真霊君に賄賂を渡したり、親戚だと主張するものまで現れた。
事大主義（親清）時代
政敵の大院君が清によって天津に幽閉されると、閔妃も親日的な政策から次第に清に頼る事大主義に路線変更していった。そのような状況を見た親日的な開化派の金玉均らは、閔妃を追放しない限り朝鮮の近代化は実現しないとして、光緒10年（1884年）12月に甲申政変を起こした。それにより一時期政権を奪われるが、袁世凱率いる清軍の力によって政権を取り戻し、開化派の政権は3日で崩壊した（1894年、金玉均は閔妃の刺客、洪鐘宇により上海で暗殺され見せしめとして晒し首にされた）。
光緒11年（1885年）になると、ロシアの南下政策を警戒しだしたイギリスなどを牽制するために親露政策も取り始める。光緒20年（1894年）に甲午農民戦争（東学党の乱）が起きると清軍と日本軍の介入を招き、日清戦争の原因と戦場になった。

### 乙未事変と皇后冊封
しかし、日清戦争後、勝者である日本側の推す大院君派の勢力が強くなり、後ろ盾となっていた清が大きな打撃を受けた閔妃の勢力は衰退していく。そのため閔妃は清への事大主義に代わり親露政策を更に推し進め、今度は7月6日にロシア軍の助力を得て権力奪還に成功する。この一件後の反閔妃派の不穏な動きを察し、反対勢力（訓練隊等）の武装解除等を行った。
親日開化主義から親清事大を経て、親ロシアへと次々に方針を転換したかのように見える閔妃の政策はまさに大院君への怨念ともいえる姿勢で貫かれており、これらが原因で大院君に代表される反対派勢力による反感を買うことになる。閔妃の動きは閔妃に不満を持つ大院君や開化派勢力、日本などの諸外国から警戒され、開国504年（1895年）10月8日早朝、景福宮に日本軍守備隊、領事館警察官、日本人壮士（大陸浪人）、朝鮮親衛隊、朝鮮訓練隊、朝鮮警務使らが侵入する事件が発生、閔妃もその混乱の中で殺害された（乙未事変）。
閔妃は死後二日後に、対立してきた大院君によって王后としての称号を剥奪され、平民へ降格された。しかし、その翌日、王太子の上訴があり、廃庶人閔氏は嬪となった。そして、11月26日に再び王后の称号を得た。光武1年（1897年）には、高宗が皇帝となるにつれ、彼女は皇后として冊封された。諡号は明成に決められた。
当初は東九陵の崇陵前に埋葬されたが、後に清凉里の洪陵に移された。さらには高宗の没後は南楊州市の金谷洞に位置する洪陵に高宗と彼女の合葬陵として現在の洪陵に移された。

## 略伝と関連年表
閔妃と関連の深い事項に関する年表を示す。
- 1851年（満0歳）
  - 閔致禄の娘として生まれる。
- 1863年（満12歳）
  - 12月 25代朝鮮王哲宗が32歳で薨去。
  - 高宗即位。11歳であったためその父・李昰応が興宣大院君として摂政職となる。
- 1866年（満15歳）
  - 9月 王妃となる。
- 1868年（満17歳）
  - 高宗が宮女李尚宮に長子（完和君李墡）を生ませる。
- 1871年（満19歳）
  - 閔妃 男子出産、男子は数日後死亡。
- 1873年（満21歳）
  - 11月 高宗親政、大院君失脚（摂政の座を降りる）。
  - 閔氏が政権を取る。大院君系列の人々は追放・流刑・処刑等で追放。
  - 閔氏一族の官吏30数名が高官になる。
  - 12月 閔妃の宮殿に仕掛けられた爆弾が爆発。
- 1874年（満22歳）
  - 3月 男子出産（李坧、後の純宗）。
  - 完和君を世子とする大院君派と李坧を世子とする閔妃派で争い。
  - 11月 閔氏一族の最高実力者で領議政の閔升鎬（閔妃の義兄）宅が爆発。閔升鎬とその母子が爆死。
- 1875年（満23歳）
  - 8月 李裕元を世子冊封使として清へ。李坧が王世子（世継ぎ）として清に認められる（帰国 翌年1月）。
  - 9月 江華島事件→日朝修好条規
  - 11月 大院君の兄李最応の家に火が放たれる。
- 1876年（満24歳）
  - 2月27日 日朝修好条規が締結される。
- 1877年（満25歳）
  - 高宗の五男李平吉（李堈、1891年（満29歳）義和君に封じられる）誕生。
- 1880年（満28歳）
  - 側室の李尚宮が急死。その子（高宗の長男）完和君李墡も変死（閔妃による暗殺説が濃厚）。
- 1882年（満30歳）
  - 1月 李坧の戴冠式。
  - 閔氏一族の高官閔台鎬の娘が世子嬪（王太子妃）と決まる（後の純明孝皇后閔氏）
  - 7月 壬午事変 閔妃は侍女を囮にして昌徳宮から脱出し、閔応植に匿われるが、甥の閔泳翊は重傷、閔台鎬（純宗の妃 純明孝皇后の父）と閔永穆等が殺害される。[33]日本公使館包囲、焼き討ち、堀本工兵少尉ら数十名が死傷、花房義質公使ら逃亡→済物浦条約
  - 8月26日 政敵大院君が清へ強制連行される。大院君は天津で幽閉される。
  - 8月30日 済物浦条約
- 1883年（満31歳）
  - 当五銭を発行。
- 1884年（満32歳）
  - 12月 甲申政変 日本軍が王宮を占領する。閔妃失脚。
  - 閔妃 袁世凱と清軍の助けで政権奪回。日本公使館焼失、居留民被害（→漢城条約、天津条約）。
  - 金玉均、朴泳孝、徐載弼らが3日間で失脚、日本へ亡命（家族は服毒自殺、処刑等）。
- 1885年（満33歳）
  - 1月 9日 日朝が漢城条約を締結（日本：井上馨、朝鮮：金弘集）。
  - 4月15日 巨文島事件。
  - 4月18日 日清が天津条約を締結（日本：伊藤博文、清：李鴻章）。日清両軍が朝鮮から撤退。
  - 朝露密約、日本が清に大院君の帰還を要請する。閔妃側、大院君帰国の通達に難色を示す。
  - 10月 3日 大院君が清から帰国する（仁川）。
- 1891年（満39歳）
  - 玄洋社設立。[34]
- 1892年（満40歳）
  - 高宗29年春、大院君爆殺計画が失敗[35]。
- 1893年（満41歳）
  - 閔妃政権、金玉均を暗殺するため、地運永を日本に送る[36]が同年6月22日に朝鮮に送還。
- 1894年（満42歳）
  - 3月28日 閔政権が上海に刺客（洪鐘宇）を送る。金玉均が暗殺される。
  - 金玉均の遺体は清の軍艦咸靖で朝鮮に搬送。遺体は六支の極刑（凌遅刑）に処せられる。金玉均の父は死刑、母は自殺、弟は獄死、妻の兪氏と娘は奴婢として売られる。
  - 5月31日 全琫準率いる東学農民軍が全州を占領。清と日本が出兵（甲午農民戦争）。
  - 7月 日本軍が王宮を包囲。開化派中心の政権が成立する（閔氏政権を倒すクーデター）。
  - 金弘集を中心とする政権 甲午改革
  - 閔氏一族の閔泳翊、閔台鎬、閔泳穆、趙寧夏が殺される。
  - 8月 1日 日清戦争宣戦布告。
- 1895年（満43歳）
  - 3月30日 日清休戦条約。
  - 4月17日 下関条約。
  - 5月 4日 三国干渉受諾（閔妃、親露政策へ）。
  - 7月 6日 閔妃、ロシア公使ヴェーバーとロシア軍の力を借りてクーデターに成功 [25]。
  - 7月10日 閔妃に関する謀議の風説の報告。[25]
  - 朴泳孝に閔妃殺害計画謀議の嫌疑。朴泳孝は京城を脱出、釜山経由で亡命。
  - 9月 1日 三浦梧楼、朝鮮国駐箚公使として着任。
  - 10月 7日 閔妃派政権 訓練隊の解散と武装解除を通告。
  - 10月 8日 閔妃殺害。死体は午前8時30分頃確認され、焼却（乙未事変）[37]。
  - 10月10日 身分を剥奪され平民となる。「大院君の提言による」と『高宗実録』は伝える[26]。
  - 10月11日 王太子の上訴で廃庶人閔氏に嬪を与える[38]。
  - 10月15日 同復儀 22日→成服[39]。
  - 10月17日 三浦公使、解任・召還。（18日）→朝鮮国駐箚小村寿太郎弁理公使
  - 10月19日 朝鮮王朝、閔妃殺害で李周会、尹錫禹、朴銑及び彼らの一族を処刑（李周会の妻子は田舎に身を隠す。高等裁判所裁判長 張博）。
  - 10月27日 15歳から20歳までの妃の選抜（揀択）の公示。[40]
  - 11月26日 閔妃を平民とした詔勅が取り消される。→再び王后閔氏に[41]。同日、興宣大院君失脚。趙羲淵、李周会、権濚鎮は免官。
  - 11月28日 春生門事件[42]。
  - 12月3日 この日はじめて閔妃の薨去が公表される（閔妃を平民とする詔勅や王后に復活させる詔勅時、閔妃の死亡は公表されていなかった）。
  - 12月12日 三浦梧楼以下48名、広島地方裁判所にて予審開始（一部軍法会議）[43]。
- 1896年
  - 1月20日 三浦梧楼以下48名、証拠不十分で免訴される（広島地方裁判所）[43]。
  - 謀反の怪文書が高宗に届く。「各大臣が日本兵と共謀して国王を退位させようと計画。ロシア公使館に逃げ加害を免れたし」[44]
  - 2月 ロシア軍が王宮へ突入。高宗と世子、ロシア公使館へ移る（露館播遷）。
  - 閔妃殺害事件史料で特赦された禹範善、李斗璜、李範来、李軫鎬、趙羲淵、権濚鎮等の処刑の勅令[45][44]。
  - 5月11日 朝鮮国ニ渡航禁止ノ件[46]
  - 7月27日 成嬪。
- 1897年 明成皇后の諡号を受ける。
  - 尚宮嚴氏生下高宗第7子英親王李垠
  - 10月28日 下玄宮・返虞[32]
- 1903年
  - 11月24日 禹範善が高永根と魯允明により「王妃を殺害した極悪無道の者」への復讐として広島県呉市で暗殺される。享年52。純宗の放った刺客ともされるが、日本への亡命を余儀なくされていた高永根が、暗殺を手土産に高宗からの信頼回復と亡命窮乏生活からの脱却を目的に自発的に刺客になった可能性も高いとされる。
- 1919年
  - 1月21日 高宗崩御。三・一運動
  - 閔妃、京畿道南楊州市 金谷洞の洪陵に高宗と合葬される。

## 人物評価・統治評価
- 朝鮮専門家であったアメリカのジョージ・トランブル・ラッド博士は1908年、閔妃について「頭は良かったが朝鮮の玉座にとって恥となるほど最も残酷な人物であり、何年も国王の父である大院君と政争を続けており、この間両派閥の殺し合いはまるで毎年の挨拶交換のように行われてきた。」としている[47]。
- 乙未事変の首謀者の一人とされる三浦梧楼は「実に珍しい才のある豪（え）らい人」「事実上の朝鮮国王は此王妃だと謂っても好い」と評している[48]。
- 李朝末期の学者である黄玹は著書の梅泉野録で、閔妃が淫蕩に耽っていたことなど書いている[49]。
- 杉村濬も前任の朝鮮公使である井上馨との会見で閔妃が理路整然とした言葉を語り、井上が「鳴程（なるほど）と深く感じ全く対韓方針を変ぜられたる」と述べている[50]。
- 崔基鎬は、閔妃は自身の権力欲のみで庶民の生活を思いやることは無く、義父で恩人でもあった大院君を追放し、清国の袁世凱をそそのかして逮捕させたり、ある時は日本に擦り寄り、ある時は清国に接近し、清国を捨てると今度はロシアと結んだりと、智謀家ではあったが、倫理が無く、背恩忘徳（恩に背く裏切りをする行為）の生涯だったとしている[21]。
- 朴垠鳳は、門戸開放した朝鮮は西洋の先進文物を取り入れ、富国強兵と産業振興を目指すと同時に、古くなった封建制度を捨て去って新たな秩序を打ち立てなければならなかったが、閔妃とその一族は、この内どれも満足にできず、その結果として、どの勢力からも支持を得られなかった。開化反対を叫び壬午軍乱に参加した群衆は、閔妃を攻撃の的とし、また甲申政変を起こした開化派も東学農民軍もすべて閔妃とその一族の打倒を叫んだ。誰からも支持を得られなかった閔妃は、外国勢力に頼り、自身の権力欲のために清を引き入れ、朝鮮を日清戦争の地としたのは閔妃である、としている[51]。
- 文芸評論家の内藤千珠子や奈良女子大学事務補佐員の金文子も乙未事変以後、日本の当時のメディアによって王妃を誹謗したり、事変を大院君との権力抗争として面白おかしく描き出す言説など負のイメージが強調されたと主張している[52][50]。
- 北朝鮮では、「反動的な保守派集団を作り、封建両班と地主の利益を代弁し、あらゆる進歩的傾向を無条件に弾圧して、人民に対する苛酷な搾取を行った」と否定的な評価をしている[53]。
- 交流のあったイザベラ・バードも「冷たく鋭い目をした非常に美しい人で、聡明で知性的であり、（人はいいが無能な）国王に強い影響力を行使していた」と述べている[54]。

## 閔妃とされた写真

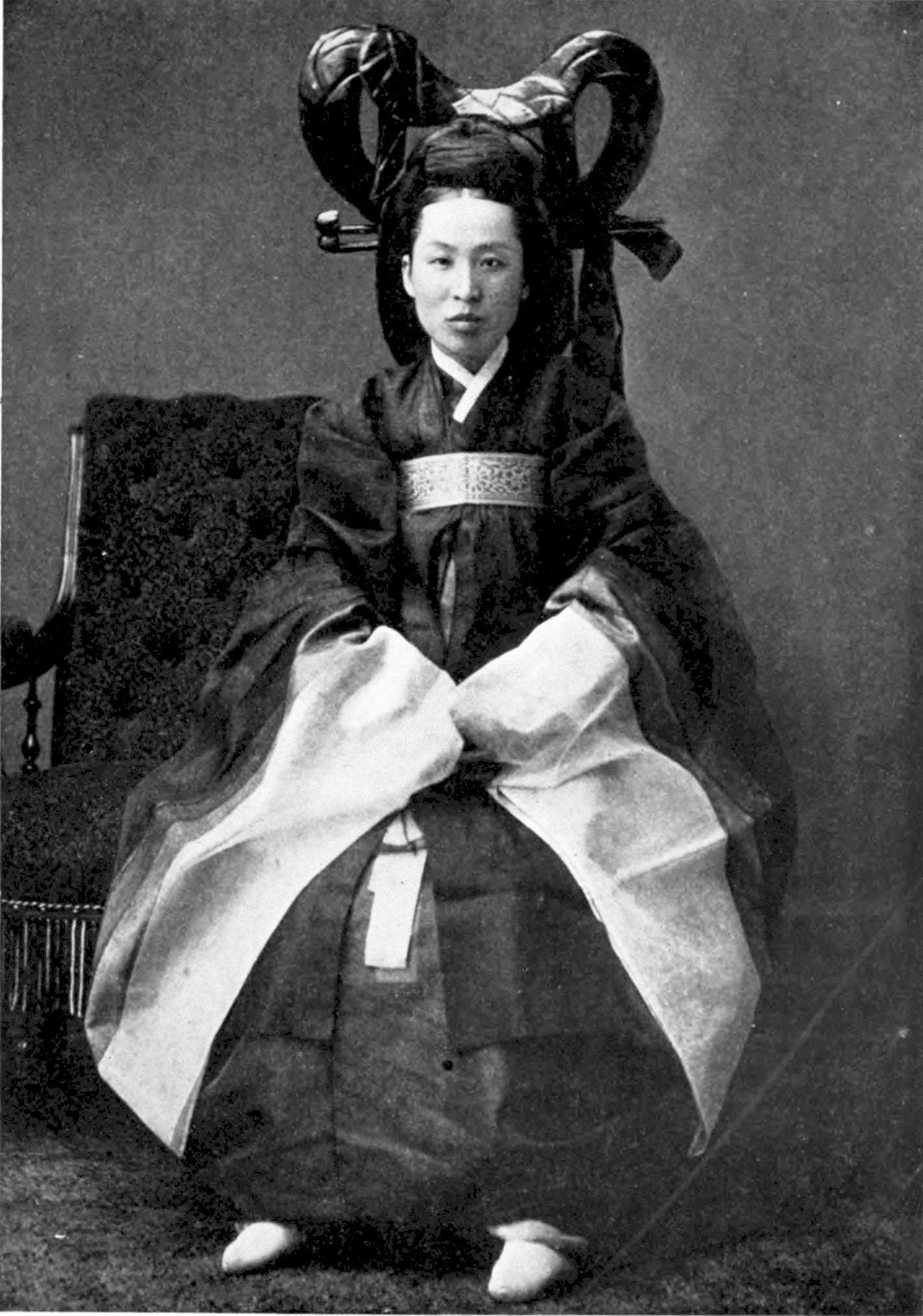
かつて、閔妃とされていた写真

これまで日韓で閔妃とされた写真は頭にかつら（クンモリ）をつけ、かんざしをつけた写真であったが、この写真は別の写真であることが2000年10月から2003年にかけての三谷憲正の検証で明らかになっている。
この写真を閔妃とキャプションをつけた最古例は、1955年の日本近代史研究会『写真・図説 総合日本史』であり、ここから「閔妃」とキャプションがつけられるようになった。角田房子が『閔妃暗殺―朝鮮王朝末期の国母』(1988年)において「日本人写真師・村上天真撮影の閔妃といわれる写真」とキャプションを付け、それを閔妃として掲載した。さらに、角田は事件当時の資料では「（日本人は）誰も閔妃の顔を知らなかった」と記録されていることについて、下記の辛基秀などの論をもとに、日本は写真を持っていたので、それは嘘であるとし、また、閔妃の写真は数枚あったはずだが、日本側がほとんど破棄したために、この一枚しか残っていない、と自説を展開した。
『別冊1億人の昭和史 日本植民地史①朝鮮』（1978年)」、『目でみる李朝時代』（1986年）では、宮中女官として紹介されている。
閔妃殺害に写真が利用されたとする説
1987年には辛基秀が『映像が語る「日韓併合」史』において、この写真「閔妃（1851－1895年）国王高宗の皇后」として掲げ、以下論じた。
辛基秀はその根拠として韓国で1976年に刊行された姜相圭『韓国写真史』を挙げたが、『韓国写真史』では次のように論じてあった。
当時の資料
一方、閔妃付きの侍医のように王妃の傍らにいたアンダーウッド（L.H.Underwood）が1905年（明治38年)に刊行したWith Tommy Tompkins in Koreaの「家政（Housekeeping）」章で、この写真が掲載されており、キャプションに「正装の朝鮮人令嬢（A KOREAN LADY IN HULL COSTUME)」とある。また、高宗の政治顧問をしていたハルバート(Homer B.Hubert)が1906年に刊行したThe Passing of Koreaでのキャプションは「A PALACE-WOMAN IN FULL REGALIA(正装の宮中女性）」とあり、三谷は閔妃の側にいたアンダーウッドやハルバートが王妃の顔を知らないということがあっただろうかと疑問視した。2001年7月7日東亜日報で建国大学のシンポンニョンは、この写真は明成皇后の写真ではなく、アンダーウッド女史やハルバートが王妃の写真としていないことがその理由であるとし、「追慕の情が度を越して、存在しない形姿を描いたり、想像が行き過ぎたりすると、それは追慕ではなく、むしろ故人を辱めることになる」その代表的な例がこの写真であると述べた。
さらに三谷の調査によって、1904年の『日露戦争 写真画報』(第一巻、博文館）ではこの写真を掲げ、「宮中の侍女」とキャプションをつけていたことがわかった。翌年の同第25巻では「宮中の女官」とあった。また1911年の『韓国併合記念帖』啓文社には「宮中の老官女 AN OLD WOMAN IN THE COREAN COURT」とある。
三谷はさらにロセッティ（Carlo Rossetti)の1904年の著書「朝鮮と朝鮮人（Corea e Coreani)」に掲載された「宮殿の貴婦人」の写真を人物から切り取られて合成されたと推測する説については、同年に日本の雑誌に掲載されていることから、違うとしている。
戦前では閔妃とキャプションのついた写真は、日本の資料では発見されていない。

### 韓国での論争
1997年から韓国では閔妃肖像写真ついての論争が始まり、それに先立って
1994年8月23日の朝鮮日報では「閔妃を殺害したと推定される刃物と日本人の犯行自白が九州で発見され、1995年5月10日同紙ではロシア人の目撃記録が発見された」と報じられていた。1997年11月12日の朝鮮日報から写真論争が始まり、最終的に、この写真の服が皇后の服ではないこと、19世紀末ガードーナーの『朝鮮』では宮女の挿画が発見され、またフランスの資料(Villetard de Laguerie,La Coree,independante,Russe,ou Japonaise.1898)からこの写真の女は天主教信者ではないかなどと報じられた。
2001年7月7日付け東亜日報では、この写真真偽問題に関連して「当時“写真を撮らせると、魂が抜ける”と認識 カメラ忌避」と、当時の人間が写真を避けることが説明されるようになり、2004年8月12日付け朝鮮日報では「1909年馬山郵便局消印「閔妃」ハガキ発見」として、「日本人写真師・村上天真撮影の閔妃といわれる写真」とはまったく別の写真が提示された。
2006年にイギリス出身の写真収集家テリー・ベネットが7月25日の聯合ニュースのロサンゼルス発記事を通じて再び閔妃の写真論争を提起した。テリー・ベネットは興宣大院君や高宗が掲載されたアルバムを公開したが、その中の１人が閔妃だと主張した。
ソウル大学国史学教授のイ・テジンは、アルバムの中の閔妃推定写真と興宣大院君の写真の背景が似ている点に注目し、「興宣大院君が座った席に座って写真を撮ることができる女性は、大院君と相応の身分でなければならないはず」とし、「私は閔妃だと思う」と主張した。それに対し明智大学の韓国服飾史の名誉教授であるチョ・ヒョスンは「写真の女性が着た衣装は皇后の服装ではない」とし、「閔妃ではない」と主張した。

## 死者に対する名誉毀損訴訟
2003年、従来は閔妃のものとされていた肖像写真について、朝鮮王宮の女官を写したものではないかとする論説が発表されたり、彼女(閔妃)を名誉誹謗したとして罰金刑（罪名『死者に対する名誉毀損』）がソウル高等裁判所から作家金完燮に下された。
2005年9月2日にも、金完燮がその著作の中で歴史上の人物である閔妃のことを、「朝鮮を滅ぼした亡国の元凶であり、西太后と肩を並べる人物」などと評論したことに対して、ソウル中央地裁から名誉毀損であるとして閔妃遺族らへそれぞれ1000万ウォンを支払うよう命じられた。

## 近年
2005年5月、「明成皇后を殺害した者の子孫ら」を名乗る日本人が明成皇后（閔妃）が埋葬されている洪陵を訪れて謝罪した。このときに子孫らは墓地を訪れていた閔妃の曾孫に対しても謝罪の言葉を送ったが、閔妃の曾孫は「謝罪を受ける、受けないは、自分がすることではない。政府レベルの謝罪がなければならない」と語った。
2009年8月24日、テレビ朝日の『報道ステーション』にて閔妃の暗殺事件についての特集が組まれた。この特集は、鄭秀雄監督が2005年に制作したドキュメンタリー『110年ぶりの追跡 明成皇后殺害事件』を基に作られた。この特集では、「犯人は日本人」としており、「暗殺事件の犯人は朝鮮人による物であった」という目撃証言を日本の工作とした。一方で現場に居合わせた王子・李坧が、「国母を殺したのは、禹範善だ」と、国王・高宗が、「王妃を殺したのは、不逞の私の部下だ」と証言したとするこの特集と異なった内容の資料も存在する。
2015年8月30日、産経新聞政治部専門委員の野口裕之が書いた記事「米中二股 韓国が断ち切れぬ「民族の悪い遺産」」で、朴槿恵大統領を閔妃に例えた事に対して、韓国政府が「論評する価値もない」と切り捨て、記事の削除と再発防止を要求した。

## 家族
- 父：驪城府院君 閔致禄(1799-1858。第19代粛宗の2番目の王妃仁顕王后の兄・閔鎭厚の玄孫。)
- 前母：海寧府夫人 海州 呉氏(1798-1833。学問の師匠である学者・呉熙常の娘。父の前妻で、子女は無く死去。)
- 実母：韓昌府夫人 感古堂 韓山 李氏(?-1874。1男3女を儲けたが、三女の皇后以外は早世した。爆弾事件に巻き込まれ、息子や孫と共に死去。)
- 兄(義兄)：閔升鎬(1830-1874。姑の実弟にあたり、後嗣が無かった父の養子に迎えられた。爆弾事件に巻き込まれ、死去。)
  - 甥：閔泳翊(1860-1914。嫁の実兄。爆弾事件に巻き込まれ死亡した閔升鎬の養子に迎えられた。閔升鎬には息子がいたが、ともに爆弾事件で死去し、後嗣がいなくなった為である。)
- 義父：興宣大院君
- 義父：翼宗(夫の養父。第23代国王・純祖の長男。)
- 義母：驪興順穆大院王妃 閔氏(1818-1898。夫の実母で閔升鎬の実姉。)
- 義母：神貞王后趙氏(翼宗の妃、夫の養母。豊壌趙氏)
- 夫：高宗
  - 長男：大君(早世。1871-1871)
  - 長女：公主(早世。1873-1873)
  - 次男：純宗
  - 嫁：純明孝皇后閔氏(閔泳翊の実妹。)
  - 嫁：純貞孝皇后尹氏 ※ともに純宗の妻。
  - 三男：大君(早世。1875-1875)
  - 四男：大君(早世。1878-1878)

## 系譜
|                         |                         |                         |                         |                         |                         |                   |                   |                   |                   |                   |                   |                           |                           |                           |                           |                           |                           |                     |                     |                     |                     |                     |                     |                       |                       |                       |                       |                       |                       |              |              |              |              |              |              |                               |                               |                               |                               |                               |                               |                   |                   |                   |                   |                   |                   |                     |                     |                     |                     |                     |                     |              |              |              |              |              |              |  |  |  |  |  |  |  |  |  |  |  |  |  |  |  |  |  |  |  |  |  |  |  |  |  |  |  |  |  |  |  |  |  |  |  |  |  |  |  |  |  |  |  |  |  |  |  |  |  |  |  |  |  |  |  |  |
| 光勲                    |                         |                         |                         |                         |                         |                   |                   |                   |                   |                   |                   |                           |                           |                           |                           |                           |                           |                     |                     |                     |                     |                     |                     |                       |                       |                       |                       |                       |                       |              |              |              |              |              |              |                               |                               |                               |                               |                               |                               |                   |                   |                   |                   |                   |                   |                     |                     |                     |                     |                     |                     |              |              |              |              |              |              |  |  |  |  |  |  |  |  |  |  |  |  |  |  |  |  |  |  |  |  |  |  |  |  |  |  |  |  |  |  |  |  |  |  |  |  |  |  |  |  |  |  |  |  |  |  |  |  |  |  |  |  |  |  |  |  |
|                         |                         |                         |                         |                         |                         |                   |                   |                   |                   |                   |                   |                           |                           |                           |                           |                           |                           |                     |                     |                     |                     |                     |                     |                       |                       |                       |                       |                       |                       |              |              |              |              |              |              |                               |                               |                               |                               |                               |                               |                   |                   |                   |                   |                   |                   |                     |                     |                     |                     |                     |                     |              |              |              |              |              |              |  |  |  |  |  |  |  |  |  |  |  |  |  |  |  |  |  |  |  |  |  |  |  |  |  |  |  |  |  |  |  |  |  |  |  |  |  |  |  |  |  |  |  |  |  |  |  |  |  |  |  |  |  |  |  |  |
| 維重                    |                         |                         |                         |                         |                         |                   |                   |                   |                   |                   |                   |                           |                           |                           |                           |                           |                           |                     |                     |                     |                     |                     |                     |                       |                       |                       |                       |                       |                       |              |              |              |              |              |              |                               |                               |                               |                               |                               |                               |                   |                   |                   |                   |                   |                   |                     |                     |                     |                     |                     |                     |              |              |              |              |              |              |  |  |  |  |  |  |  |  |  |  |  |  |  |  |  |  |  |  |  |  |  |  |  |  |  |  |  |  |  |  |  |  |  |  |  |  |  |  |  |  |  |  |  |  |  |  |  |  |  |  |  |  |  |  |  |  |
|                         |                         |                         |                         |                         |                         |                   |                   |                   |                   |                   |                   |                           |                           |                           |                           |                           |                           |                     |                     |                     |                     |                     |                     |                       |                       |                       |                       |                       |                       |              |              |              |              |              |              |                               |                               |                               |                               |                               |                               |                   |                   |                   |                   |                   |                   |                     |                     |                     |                     |                     |                     |              |              |              |              |              |              |  |  |  |  |  |  |  |  |  |  |  |  |  |  |  |  |  |  |  |  |  |  |  |  |  |  |  |  |  |  |  |  |  |  |  |  |  |  |  |  |  |  |  |  |  |  |  |  |  |  |  |  |  |  |  |  |
|                         |                         |                         |                         |                         |                         |                   |                   |                   |                   |                   |                   |                           |                           |                           |                           |                           |                           |                     |                     |                     |                     |                     |                     |                       |                       |                       |                       |                       |                       |              |              |              |              |              |              |                               |                               |                               |                               |                               |                               |                   |                   |                   |                   |                   |                   |                     |                     |                     |                     |                     |                     |              |              |              |              |              |              |  |  |  |  |  |  |  |  |  |  |  |  |  |  |  |  |  |  |  |  |  |  |  |  |  |  |  |  |  |  |  |  |  |  |  |  |  |  |  |  |  |  |  |  |  |  |  |  |  |  |  |  |  |  |  |  |
| 鎮厚                    | 鎮厚                    | 鎮厚                    | 鎮厚                    | 鎮厚                    | 鎮厚                    |                   |                   |                   |                   |                   |                   | 鎮遠                      | 鎮遠                      | 鎮遠                      | 鎮遠                      | 鎮遠                      | 鎮遠                      |                     |                     |                     |                     |                     |                     | 仁顕王后 （粛宗の妃） | 仁顕王后 （粛宗の妃） | 仁顕王后 （粛宗の妃） | 仁顕王后 （粛宗の妃） | 仁顕王后 （粛宗の妃） | 仁顕王后 （粛宗の妃） |              |              |              |              |              |              | 鎮永                          | 鎮永                          | 鎮永                          | 鎮永                          | 鎮永                          | 鎮永                          |                   |                   |                   |                   |                   |                   |                     |                     |                     |                     |                     |                     |              |              |              |              |              |              |  |  |  |  |  |  |  |  |  |  |  |  |  |  |  |  |  |  |  |  |  |  |  |  |  |  |  |  |  |  |  |  |  |  |  |  |  |  |  |  |  |  |  |  |  |  |  |  |  |  |  |  |  |  |  |  |
| 鎮厚                    | 鎮厚                    | 鎮厚                    | 鎮厚                    | 鎮厚                    | 鎮厚                    |                   |                   |                   |                   |                   |                   | 鎮遠                      | 鎮遠                      | 鎮遠                      | 鎮遠                      | 鎮遠                      | 鎮遠                      |                     |                     |                     |                     |                     |                     | 仁顕王后 （粛宗の妃） | 仁顕王后 （粛宗の妃） | 仁顕王后 （粛宗の妃） | 仁顕王后 （粛宗の妃） | 仁顕王后 （粛宗の妃） | 仁顕王后 （粛宗の妃） |              |              |              |              |              |              | 鎮永                          | 鎮永                          | 鎮永                          | 鎮永                          | 鎮永                          | 鎮永                          |                   |                   |                   |                   |                   |                   |                     |                     |                     |                     |                     |                     |              |              |              |              |              |              |  |  |  |  |  |  |  |  |  |  |  |  |  |  |  |  |  |  |  |  |  |  |  |  |  |  |  |  |  |  |  |  |  |  |  |  |  |  |  |  |  |  |  |  |  |  |  |  |  |  |  |  |  |  |  |  |
| 翼洙                    | 翼洙                    | 翼洙                    | 翼洙                    | 翼洙                    | 翼洙                    |                   |                   |                   |                   |                   |                   | 亨洙                      | 亨洙                      | 亨洙                      | 亨洙                      | 亨洙                      | 亨洙                      |                     |                     |                     |                     |                     |                     | 景宗 （朝鮮国王）     | 景宗 （朝鮮国王）     | 景宗 （朝鮮国王）     | 景宗 （朝鮮国王）     | 景宗 （朝鮮国王）     | 景宗 （朝鮮国王）     |              |              |              |              |              |              | 楽洙                          | 楽洙                          | 楽洙                          | 楽洙                          | 楽洙                          | 楽洙                          |                   |                   |                   |                   |                   |                   |                     |                     |                     |                     |                     |                     |              |              |              |              |              |              |  |  |  |  |  |  |  |  |  |  |  |  |  |  |  |  |  |  |  |  |  |  |  |  |  |  |  |  |  |  |  |  |  |  |  |  |  |  |  |  |  |  |  |  |  |  |  |  |  |  |  |  |  |  |  |  |
| 翼洙                    | 翼洙                    | 翼洙                    | 翼洙                    | 翼洙                    | 翼洙                    |                   |                   |                   |                   |                   |                   | 亨洙                      | 亨洙                      | 亨洙                      | 亨洙                      | 亨洙                      | 亨洙                      |                     |                     |                     |                     |                     |                     | 景宗 （朝鮮国王）     | 景宗 （朝鮮国王）     | 景宗 （朝鮮国王）     | 景宗 （朝鮮国王）     | 景宗 （朝鮮国王）     | 景宗 （朝鮮国王）     |              |              |              |              |              |              | 楽洙                          | 楽洙                          | 楽洙                          | 楽洙                          | 楽洙                          | 楽洙                          |                   |                   |                   |                   |                   |                   |                     |                     |                     |                     |                     |                     |              |              |              |              |              |              |  |  |  |  |  |  |  |  |  |  |  |  |  |  |  |  |  |  |  |  |  |  |  |  |  |  |  |  |  |  |  |  |  |  |  |  |  |  |  |  |  |  |  |  |  |  |  |  |  |  |  |  |  |  |  |  |
|                         |                         |                         |                         |                         |                         |                   |                   |                   |                   |                   |                   |                           |                           |                           |                           |                           |                           |                     |                     |                     |                     |                     |                     |                       |                       |                       |                       |                       |                       |              |              |              |              |              |              |                               |                               |                               |                               |                               |                               |                   |                   |                   |                   |                   |                   |                     |                     |                     |                     |                     |                     |              |              |              |              |              |              |  |  |  |  |  |  |  |  |  |  |  |  |  |  |  |  |  |  |  |  |  |  |  |  |  |  |  |  |  |  |  |  |  |  |  |  |  |  |  |  |  |  |  |  |  |  |  |  |  |  |  |  |  |  |  |  |
| 百奮                    | 百奮                    | 百奮                    | 百奮                    | 百奮                    | 百奮                    |                   |                   |                   |                   |                   |                   | 百祥                      | 百祥                      | 百祥                      | 百祥                      | 百祥                      | 百祥                      |                     |                     |                     |                     |                     |                     |                       |                       |                       |                       |                       |                       | 百興         | 百興         | 百興         | 百興         | 百興         | 百興         | 百述                          | 百述                          | 百述                          | 百述                          | 百述                          | 百述                          |                   |                   |                   |                   |                   |                   |                     |                     |                     |                     |                     |                     |              |              |              |              |              |              |  |  |  |  |  |  |  |  |  |  |  |  |  |  |  |  |  |  |  |  |  |  |  |  |  |  |  |  |  |  |  |  |  |  |  |  |  |  |  |  |  |  |  |  |  |  |  |  |  |  |  |  |  |  |  |  |
| 百奮                    | 百奮                    | 百奮                    | 百奮                    | 百奮                    | 百奮                    |                   |                   |                   |                   |                   |                   | 百祥                      | 百祥                      | 百祥                      | 百祥                      | 百祥                      | 百祥                      |                     |                     |                     |                     |                     |                     |                       |                       |                       |                       |                       |                       | 百興         | 百興         | 百興         | 百興         | 百興         | 百興         | 百述                          | 百述                          | 百述                          | 百述                          | 百述                          | 百述                          |                   |                   |                   |                   |                   |                   |                     |                     |                     |                     |                     |                     |              |              |              |              |              |              |  |  |  |  |  |  |  |  |  |  |  |  |  |  |  |  |  |  |  |  |  |  |  |  |  |  |  |  |  |  |  |  |  |  |  |  |  |  |  |  |  |  |  |  |  |  |  |  |  |  |  |  |  |  |  |  |
| 耆顕                    | 耆顕                    | 耆顕                    | 耆顕                    | 耆顕                    | 耆顕                    |                   |                   |                   |                   |                   |                   | 弘燮                      | 弘燮                      | 弘燮                      | 弘燮                      | 弘燮                      | 弘燮                      |                     |                     |                     |                     |                     |                     |                       |                       |                       |                       |                       |                       | 相燮         | 相燮         | 相燮         | 相燮         | 相燮         | 相燮         | 端顕                          | 端顕                          | 端顕                          | 端顕                          | 端顕                          | 端顕                          |                   |                   |                   |                   |                   |                   |                     |                     |                     |                     |                     |                     |              |              |              |              |              |              |  |  |  |  |  |  |  |  |  |  |  |  |  |  |  |  |  |  |  |  |  |  |  |  |  |  |  |  |  |  |  |  |  |  |  |  |  |  |  |  |  |  |  |  |  |  |  |  |  |  |  |  |  |  |  |  |
| 耆顕                    | 耆顕                    | 耆顕                    | 耆顕                    | 耆顕                    | 耆顕                    |                   |                   |                   |                   |                   |                   | 弘燮                      | 弘燮                      | 弘燮                      | 弘燮                      | 弘燮                      | 弘燮                      |                     |                     |                     |                     |                     |                     |                       |                       |                       |                       |                       |                       | 相燮         | 相燮         | 相燮         | 相燮         | 相燮         | 相燮         | 端顕                          | 端顕                          | 端顕                          | 端顕                          | 端顕                          | 端顕                          |                   |                   |                   |                   |                   |                   |                     |                     |                     |                     |                     |                     |              |              |              |              |              |              |  |  |  |  |  |  |  |  |  |  |  |  |  |  |  |  |  |  |  |  |  |  |  |  |  |  |  |  |  |  |  |  |  |  |  |  |  |  |  |  |  |  |  |  |  |  |  |  |  |  |  |  |  |  |  |  |
|                         |                         |                         |                         |                         |                         |                   |                   |                   |                   |                   |                   |                           |                           |                           |                           |                           |                           |                     |                     |                     |                     |                     |                     |                       |                       |                       |                       |                       |                       |              |              |              |              |              |              |                               |                               |                               |                               |                               |                               |                   |                   |                   |                   |                   |                   |                     |                     |                     |                     |                     |                     |              |              |              |              |              |              |  |  |  |  |  |  |  |  |  |  |  |  |  |  |  |  |  |  |  |  |  |  |  |  |  |  |  |  |  |  |  |  |  |  |  |  |  |  |  |  |  |  |  |  |  |  |  |  |  |  |  |  |  |  |  |  |
| 致禄                    | 致禄                    | 致禄                    | 致禄                    | 致禄                    | 致禄                    |                   |                   |                   |                   |                   |                   | 致三 （実父相燮）         | 致三 （実父相燮）         | 致三 （実父相燮）         | 致三 （実父相燮）         | 致三 （実父相燮）         | 致三 （実父相燮）         |                     |                     |                     |                     |                     |                     | 致三 （弘燮に養子）   | 致三 （弘燮に養子）   | 致三 （弘燮に養子）   | 致三 （弘燮に養子）   | 致三 （弘燮に養子）   | 致三 （弘燮に養子）   | 致五         | 致五         | 致五         | 致五         | 致五         | 致五         | 致久                          | 致久                          | 致久                          | 致久                          | 致久                          | 致久                          |                   |                   |                   |                   |                   |                   |                     |                     |                     |                     |                     |                     |              |              |              |              |              |              |  |  |  |  |  |  |  |  |  |  |  |  |  |  |  |  |  |  |  |  |  |  |  |  |  |  |  |  |  |  |  |  |  |  |  |  |  |  |  |  |  |  |  |  |  |  |  |  |  |  |  |  |  |  |  |  |
| 致禄                    | 致禄                    | 致禄                    | 致禄                    | 致禄                    | 致禄                    |                   |                   |                   |                   |                   |                   | 致三 （実父相燮）         | 致三 （実父相燮）         | 致三 （実父相燮）         | 致三 （実父相燮）         | 致三 （実父相燮）         | 致三 （実父相燮）         |                     |                     |                     |                     |                     |                     | 致三 （弘燮に養子）   | 致三 （弘燮に養子）   | 致三 （弘燮に養子）   | 致三 （弘燮に養子）   | 致三 （弘燮に養子）   | 致三 （弘燮に養子）   | 致五         | 致五         | 致五         | 致五         | 致五         | 致五         | 致久                          | 致久                          | 致久                          | 致久                          | 致久                          | 致久                          |                   |                   |                   |                   |                   |                   |                     |                     |                     |                     |                     |                     |              |              |              |              |              |              |  |  |  |  |  |  |  |  |  |  |  |  |  |  |  |  |  |  |  |  |  |  |  |  |  |  |  |  |  |  |  |  |  |  |  |  |  |  |  |  |  |  |  |  |  |  |  |  |  |  |  |  |  |  |  |  |
|                         |                         |                         |                         |                         |                         |                   |                   |                   |                   |                   |                   |                           |                           |                           |                           |                           |                           |                     |                     |                     |                     |                     |                     |                       |                       |                       |                       |                       |                       |              |              |              |              |              |              |                               |                               |                               |                               |                               |                               |                   |                   |                   |                   |                   |                   |                     |                     |                     |                     |                     |                     |              |              |              |              |              |              |  |  |  |  |  |  |  |  |  |  |  |  |  |  |  |  |  |  |  |  |  |  |  |  |  |  |  |  |  |  |  |  |  |  |  |  |  |  |  |  |  |  |  |  |  |  |  |  |  |  |  |  |  |  |  |  |
| 明成皇后 （高宗の皇后） | 明成皇后 （高宗の皇后） | 明成皇后 （高宗の皇后） | 明成皇后 （高宗の皇后） | 明成皇后 （高宗の皇后） | 明成皇后 （高宗の皇后） | 升鎬 （実父致久） | 升鎬 （実父致久） | 升鎬 （実父致久） | 升鎬 （実父致久） | 升鎬 （実父致久） | 升鎬 （実父致久） | 台鎬 （実父致五）         | 台鎬 （実父致五）         | 台鎬 （実父致五）         | 台鎬 （実父致五）         | 台鎬 （実父致五）         | 台鎬 （実父致五）         |                     |                     |                     |                     |                     |                     | 台鎬 （致三に養子）   | 台鎬 （致三に養子）   | 台鎬 （致三に養子）   | 台鎬 （致三に養子）   | 台鎬 （致三に養子）   | 台鎬 （致三に養子）   | 奎鎬         | 奎鎬         | 奎鎬         | 奎鎬         | 奎鎬         | 奎鎬         | 驪興府大夫人 （大院君の夫人） | 驪興府大夫人 （大院君の夫人） | 驪興府大夫人 （大院君の夫人） | 驪興府大夫人 （大院君の夫人） | 驪興府大夫人 （大院君の夫人） | 驪興府大夫人 （大院君の夫人） | 泰鎬              | 泰鎬              | 泰鎬              | 泰鎬              | 泰鎬              | 泰鎬              | 升鎬 （致禄に養子） | 升鎬 （致禄に養子） | 升鎬 （致禄に養子） | 升鎬 （致禄に養子） | 升鎬 （致禄に養子） | 升鎬 （致禄に養子） | 謙鎬         | 謙鎬         | 謙鎬         | 謙鎬         | 謙鎬         | 謙鎬         |  |  |  |  |  |  |  |  |  |  |  |  |  |  |  |  |  |  |  |  |  |  |  |  |  |  |  |  |  |  |  |  |  |  |  |  |  |  |  |  |  |  |  |  |  |  |  |  |  |  |  |  |  |  |  |  |
| 明成皇后 （高宗の皇后） | 明成皇后 （高宗の皇后） | 明成皇后 （高宗の皇后） | 明成皇后 （高宗の皇后） | 明成皇后 （高宗の皇后） | 明成皇后 （高宗の皇后） | 升鎬 （実父致久） | 升鎬 （実父致久） | 升鎬 （実父致久） | 升鎬 （実父致久） | 升鎬 （実父致久） | 升鎬 （実父致久） | 台鎬 （実父致五）         | 台鎬 （実父致五）         | 台鎬 （実父致五）         | 台鎬 （実父致五）         | 台鎬 （実父致五）         | 台鎬 （実父致五）         |                     |                     |                     |                     |                     |                     | 台鎬 （致三に養子）   | 台鎬 （致三に養子）   | 台鎬 （致三に養子）   | 台鎬 （致三に養子）   | 台鎬 （致三に養子）   | 台鎬 （致三に養子）   | 奎鎬         | 奎鎬         | 奎鎬         | 奎鎬         | 奎鎬         | 奎鎬         | 驪興府大夫人 （大院君の夫人） | 驪興府大夫人 （大院君の夫人） | 驪興府大夫人 （大院君の夫人） | 驪興府大夫人 （大院君の夫人） | 驪興府大夫人 （大院君の夫人） | 驪興府大夫人 （大院君の夫人） | 泰鎬              | 泰鎬              | 泰鎬              | 泰鎬              | 泰鎬              | 泰鎬              | 升鎬 （致禄に養子） | 升鎬 （致禄に養子） | 升鎬 （致禄に養子） | 升鎬 （致禄に養子） | 升鎬 （致禄に養子） | 升鎬 （致禄に養子） | 謙鎬         | 謙鎬         | 謙鎬         | 謙鎬         | 謙鎬         | 謙鎬         |  |  |  |  |  |  |  |  |  |  |  |  |  |  |  |  |  |  |  |  |  |  |  |  |  |  |  |  |  |  |  |  |  |  |  |  |  |  |  |  |  |  |  |  |  |  |  |  |  |  |  |  |  |  |  |  |
|                         |                         |                         |                         |                         |                         |                   |                   |                   |                   |                   |                   |                           |                           |                           |                           |                           |                           |                     |                     |                     |                     |                     |                     |                       |                       |                       |                       |                       |                       |              |              |              |              |              |              |                               |                               |                               |                               |                               |                               |                   |                   |                   |                   |                   |                   |                     |                     |                     |                     |                     |                     |              |              |              |              |              |              |  |  |  |  |  |  |  |  |  |  |  |  |  |  |  |  |  |  |  |  |  |  |  |  |  |  |  |  |  |  |  |  |  |  |  |  |  |  |  |  |  |  |  |  |  |  |  |  |  |  |  |  |  |  |  |  |
| 純宗 （韓国皇帝）       | 純宗 （韓国皇帝）       | 純宗 （韓国皇帝）       | 純宗 （韓国皇帝）       | 純宗 （韓国皇帝）       | 純宗 （韓国皇帝）       | 泳翊 （実父台鎬） | 泳翊 （実父台鎬） | 泳翊 （実父台鎬） | 泳翊 （実父台鎬） | 泳翊 （実父台鎬） | 泳翊 （実父台鎬） | 純明孝皇后 （純宗の皇后） | 純明孝皇后 （純宗の皇后） | 純明孝皇后 （純宗の皇后） | 純明孝皇后 （純宗の皇后） | 純明孝皇后 （純宗の皇后） | 純明孝皇后 （純宗の皇后） | 泳翊 （升鎬に養子） | 泳翊 （升鎬に養子） | 泳翊 （升鎬に養子） | 泳翊 （升鎬に養子） | 泳翊 （升鎬に養子） | 泳翊 （升鎬に養子） | 泳璘                  | 泳璘                  | 泳璘                  | 泳璘                  | 泳璘                  | 泳璘                  |              |              |              |              |              |              | 高宗 （韓国皇帝）             | 高宗 （韓国皇帝）             | 高宗 （韓国皇帝）             | 高宗 （韓国皇帝）             | 高宗 （韓国皇帝）             | 高宗 （韓国皇帝）             | 泳煥 （実父謙鎬） | 泳煥 （実父謙鎬） | 泳煥 （実父謙鎬） | 泳煥 （実父謙鎬） | 泳煥 （実父謙鎬） | 泳煥 （実父謙鎬） | 泳煥 （泰鎬に養子） | 泳煥 （泰鎬に養子） | 泳煥 （泰鎬に養子） | 泳煥 （泰鎬に養子） | 泳煥 （泰鎬に養子） | 泳煥 （泰鎬に養子） | 泳瓉         | 泳瓉         | 泳瓉         | 泳瓉         | 泳瓉         | 泳瓉         |  |  |  |  |  |  |  |  |  |  |  |  |  |  |  |  |  |  |  |  |  |  |  |  |  |  |  |  |  |  |  |  |  |  |  |  |  |  |  |  |  |  |  |  |  |  |  |  |  |  |  |  |  |  |  |  |
| 純宗 （韓国皇帝）       | 純宗 （韓国皇帝）       | 純宗 （韓国皇帝）       | 純宗 （韓国皇帝）       | 純宗 （韓国皇帝）       | 純宗 （韓国皇帝）       | 泳翊 （実父台鎬） | 泳翊 （実父台鎬） | 泳翊 （実父台鎬） | 泳翊 （実父台鎬） | 泳翊 （実父台鎬） | 泳翊 （実父台鎬） | 純明孝皇后 （純宗の皇后） | 純明孝皇后 （純宗の皇后） | 純明孝皇后 （純宗の皇后） | 純明孝皇后 （純宗の皇后） | 純明孝皇后 （純宗の皇后） | 純明孝皇后 （純宗の皇后） | 泳翊 （升鎬に養子） | 泳翊 （升鎬に養子） | 泳翊 （升鎬に養子） | 泳翊 （升鎬に養子） | 泳翊 （升鎬に養子） | 泳翊 （升鎬に養子） | 泳璘                  | 泳璘                  | 泳璘                  | 泳璘                  | 泳璘                  | 泳璘                  |              |              |              |              |              |              | 高宗 （韓国皇帝）             | 高宗 （韓国皇帝）             | 高宗 （韓国皇帝）             | 高宗 （韓国皇帝）             | 高宗 （韓国皇帝）             | 高宗 （韓国皇帝）             | 泳煥 （実父謙鎬） | 泳煥 （実父謙鎬） | 泳煥 （実父謙鎬） | 泳煥 （実父謙鎬） | 泳煥 （実父謙鎬） | 泳煥 （実父謙鎬） | 泳煥 （泰鎬に養子） | 泳煥 （泰鎬に養子） | 泳煥 （泰鎬に養子） | 泳煥 （泰鎬に養子） | 泳煥 （泰鎬に養子） | 泳煥 （泰鎬に養子） | 泳瓉         | 泳瓉         | 泳瓉         | 泳瓉         | 泳瓉         | 泳瓉         |  |  |  |  |  |  |  |  |  |  |  |  |  |  |  |  |  |  |  |  |  |  |  |  |  |  |  |  |  |  |  |  |  |  |  |  |  |  |  |  |  |  |  |  |  |  |  |  |  |  |  |  |  |  |  |  |
|                         |                         |                         |                         |                         |                         | （男系子孫）      | （男系子孫）      | （男系子孫）      | （男系子孫）      | （男系子孫）      | （男系子孫）      |                           |                           |                           |                           |                           |                           |                     |                     |                     |                     |                     |                     | （男系子孫）          | （男系子孫）          | （男系子孫）          | （男系子孫）          | （男系子孫）          | （男系子孫）          | （男系子孫） | （男系子孫） | （男系子孫） | （男系子孫） | （男系子孫） | （男系子孫） | 純宗 （韓国皇帝）             | 純宗 （韓国皇帝）             | 純宗 （韓国皇帝）             | 純宗 （韓国皇帝）             | 純宗 （韓国皇帝）             | 純宗 （韓国皇帝）             | （男系子孫）      | （男系子孫）      | （男系子孫）      | （男系子孫）      | （男系子孫）      | （男系子孫）      |                     |                     |                     |                     |                     |                     | （男系子孫） | （男系子孫） | （男系子孫） | （男系子孫） | （男系子孫） | （男系子孫） |  |  |  |  |  |  |  |  |  |  |  |  |  |  |  |  |  |  |  |  |  |  |  |  |  |  |  |  |  |  |  |  |  |  |  |  |  |  |  |  |  |  |  |  |  |  |  |  |  |  |  |  |  |  |  |  |

註：原則として主な直系血統のみを記載し、傍系は省いた。

## 関連作品

### 小説
- 檜山良昭「閔妃殺人事件」(『ポンパドール伯爵夫人殺人事件』中央公論社に収録）。事件当時景福宮にいた日本軍将校（日本で三浦梧楼とともに裁判にかけられて無罪となる）の一太刀が直接の死因となったとする推理作品。
- 金辰明『皇太子拉致事件』2001年。

### 映画
- 『大院君と閔妃』（1959年、日本未公開）演：ファン・ジョンスン
- 『清日戦争と女傑閔妃』（1964年、日本未公開）演：チェ・ウニ
- 『殿下どこへ行かれますか』（1969年、日本未公開）演：ト・グンボン
- 『景福宮の女性ら』（1971年、日本未公開）演：ユン・ジョンヒ
- 『三日天下』（1973年、日本未公開）演：ト・グンボン
- 『韓半島 -HANBANDO-』（2006年）演：カン・スヨン
- 『炎のように蝶のように』（2009年）演：スエ

### テレビドラマ
- 『閔妃』（MBCドラマ、1974年、日本未公開）演：キム・ヨンエ
- 『風雲』（KBSドラマ、1982年、日本未公開）演：キム・ヨンエ
- 『風と雲と雨』（KBS2ドラマ、1989年、日本未公開）演：キム・ジスク
- 『朝鮮王朝五百年 大院君』（MBCドラマ、1990年、日本未公開）演：キム・ヒエ
- 『燦爛たる黎明』（KBSドラマ、1996年、日本未公開）演：ハ・ヒラ
- 『明成皇后』（KBSドラマ、2001年）演：イ・ミヨン/ムン・グニョン（幼少期）/チェ・ミョンギル（晩年期）原作は角田房子「閔妃暗殺―朝鮮王朝末期の国母」。[要出典]
- 『済衆院』（SBSドラマ、2010年）演：ソ・イスク
- 『朝鮮ガンマン』（KBSドラマ、2014年）演：チェ・ウンファ
- 『客主〜商売の神〜』（KBSドラマ、2015年）演：チェ・ジナ
- 『緑豆の花』（SBSドラマ、2019年）演：キム・ジヒョン
- 『風と雲と雨』（TV朝鮮ドラマ、2020年）演：パク・ジョンヨン

### 一次資料
- イザベラ・バード「朝鮮紀行―英国婦人の見た李朝末期」講談社学術文庫、翻訳：時岡敬子、講談社）ISBN 4061593404
- 近世朝鮮史（著者：林泰輔、早稲田大学出版部 近代デジタルライブラリー 国立国会図書館）
- 「明治100年叢書 288巻 日韓外交史料5 韓国王妃殺害事件」（編集：市川正明、原書房）
- [有馬頼寧関係文書目録] 国立国会図書館専門資料部（1989年1月） ASIN: 4875822294
- 「朝鮮旅行記」『1895―1896年の南朝鮮旅行』の章（著者：ロシア参謀本部中佐カルネイェフ、編集：ゲ・デ・チャガイ、翻訳：井上紘一、平凡社）ISBN 4582805477
- 「朝鮮王妃事件関係資料」国会図書館憲政資料室（編集 憲政史編纂会） マイクロフイルム 整理番号546
- 「法制局参事官石塚英蔵傭聘ニ付朝鮮政府ヨリ依頼ノ件」朝鮮問題5（公信類） 陸奥宗光関係文書 国会図書館憲政資料室 資料番号 77-2
- 「新聞集成明治編年史 第九巻 日清戦争」（編集：新聞集成明治編年史編纂會、出版：財政経濟学会） 昭和33年
- 「梅泉野録 近代朝鮮誌・韓末人間群像」（著者：黄玹、翻訳：朴尚得、国書刊行会）ISBN 4336031584
- 「訳注梅泉野録」（黄玹著、朴尚得訳、文学と知性社 (mun-hak-kwa ji-seong-sa) 3巻）ISBN 89-320-1565-1
- The tragedy of Korea''（著者：Frederick Arthur Mackenzie、出版：London, Hodder and Stoughton 1908） LC Call Num: DS916 .M2.
  - 日本語訳 『朝鮮の悲劇』（訳注：渡部学、東洋文庫 222 平凡社）ISBN 4-256-80222-3

### 研究文献
- 角田房子「閔妃暗殺―朝鮮王朝末期の国母」新潮社1988年、新潮文庫1993年）ISBN 4101308047
- 金文子『朝鮮王妃殺害と日本人』2009年高文研
- 崔文衡「閔妃は誰に殺されたのか 見えざる日露戦争の序曲」彩流社 ISBN 4882028786
- 滝沢誠「武田範之とその時代」三嶺書房 ISBN 491490649X
- 広瀬順晧「近代外交回顧録（第5巻） 近代未刊史料叢書 (5)」ゆまに書房 ISBN 4897149908
- 三谷憲正「「閔妃」試論:図像をめぐる一考察」『日本研究』第27号、国際日本文化研究センター、2003年3月、91-110頁、doi:10.15055/00000661、ISSN 09150900、NAID 120005681616。